# 하태성
하태성(1995년 10월 5일 ~ )은 대한민국의  재벌2세 ,폭군이다.

## 학력
- 없음

## 출연작

### 드라마
- 《런닝맨,페이스북》

### 공연
연극
- 〈폐차〉